# Odon Casel
Odon Casel, né en 1886 à Coblence (province de Rhénanie) et décédé en 1948 à l'abbaye de Herstelle (Allemagne) est un moine bénédictin allemand, théologien de la liturgie et pionnier du mouvement de réforme liturgique de la première moitié du XXe siècle. 

## Biographie
Moine de l'abbaye de Maria Laach Odon Casel fut un théologien particulièrement influent dans le Mouvement liturgique par sa « Théologie des Mystères » (Mysterientheologie), à une époque où la plupart des liturgistes sont plutôt des historiens. Plusieurs de ses intuitions théologiques et liturgiques furent intégrées dans l'enseignement officiel de l'Église catholique par le pape Pie XII dans sa lettre encyclique Mediator Dei en 1947. 

## Œuvres
- Odon Casel, Le mystère du culte dans le christianisme, richesse du mystère du Christ, col. « Lex Orandi » n°38, ed. Cerf, Paris, 1964, 333p